# APOEL Nicosia (basquete)
O APOEL Nicósia  é o departamento de basquetebol do clube multi-esportivo APOEL Nicosia situado na cidade de Nicósia, Chipre que disputa atualmente a Liga Cipriota e a Copa Europeia.

## Prêmios[2]
- Liga Cipriota

Campeões (11): 1975–76, 1978–79, 1980–81, 1994–95, 1995–96, 1997–98, 1998–99, 2001–02, 2008–09, 2009–10, 2013–14
- Copa do Chipre

Campeões: 1972–73, 1978–79, 1983–84, 1985–86, 1990–91, 1992–93, 1993–94, 1994–95, 1995–96, 2001–02, 2002–03, 2015–16
- Supercopa do Chipre

Campeões:  1972, 1976, 1986, 1994, 1995, 1996, 1998, 2001, 2002, 2010, 2014